# Рибера-д’Эбре
Рибера-д’Эбре (исп. Ribera de Ebro, кат. Ribera d'Ebre) — район (комарка) в Испании, входит в провинцию Таррагона в составе автономного сообщества Каталония.

## Муниципалитеты
1. Аско
2. Бенисанет
3. Фликс
4. Гарсиа (Таррагона)
5. Хинестар
6. Миравет
7. Мора-де-Эбро
8. Мора-ла-Нуэва
9. Ла-Пальма-де-Эбро
10. Раскера
11. Риба-Рожа-де-Эбро
12. Тивисса
13. Ла-Торре-дель-Эспаньоль
14. Винебре